# Egomaniac
| Recensione    | Giudizio |
| ------------- | -------- |
| AllMusic      | [ 1 ]    |
| Rolling Stone | [ 2 ]    |

Egomaniac è il terzo album in studio del gruppo musicale alternative rock sudafricano Kongos, pubblicato il 10 giugno 2016.

## Tracce
1. Take It from Me – 3:10 (Jesse Kongos) – Voce di Jesse
2. The World Would Run Better – 3:00 (Daniel Kongos) – Voce di Daniel
3. I Want It Free – 3:45 (testo: Johnny Kongos, Jesse Kongos – musica: Dylan Kongos, Johnny Kongos) – Voce di Dylan
4. Underground – 3:17 (Dylan Kongos) – Voce di Dylan
5. Autocorrect – 3:23 (Jesse Kongos) – Voce di Jesse
6. Where I Belong – 3:08 (Daniel Kongos) – Voce di Daniel
7. Birds Do It – 3:15 (Johnny Kongos) – Voci di Johnny e Dylan
8. 2 in the Morning – 3:12 (Daniel Kongos) – Voce di Daniel
9. Look At Me – 3:52 (testo: Jesse Kongos – musica: Johnny Kongos) – Voce di Jesse
10. I Don't Mind – 3:26 (Dylan Kongos) – Voce di Dylan
11. Hey You, Yeah You – 3:00 (Dylan Kongos) – Voce di Dylan
12. Repeat After Me – 3:49 (Johnny Kongos) – Voci di Johnny e Dylan
13. If You Could – 3:32 (Jesse Kongos) – Voce di Jesse

Durata totale: 43:49

## Formazione
- Dylan Kongos – voce, basso, chitarra solista (3,10), sintetizzatori (11), programmatore, cori
- Johnny Kongos – tastiere, fisarmonica, sintetizzatori, programmatore, voce, cori
- Jesse Kongos – batteria, percussioni, programmatore, voce, cori, missaggio
- Daniel Kongos – chitarra, campanellini (8), voce, cori

## Classifiche

### Classifiche settimanali
| Classifica (2016)                | Posizione massima |
| -------------------------------- | ----------------- |
| Canada                           | 42                |
| Stati Uniti (Billboard 200)      | 80                |
| Stati Uniti (Alternative Albums) | 7                 |
| Stati Uniti (Top Rock Albums)    | 11                |
| Stati Uniti (Top Album Sales)    | 37                |
| Stati Uniti (Digital Albums)     | 22                |